# Höks pastorat
Höks pastorat är ett pastorat i Halmstads och Laholms kontrakt i Göteborgs stift i Laholms kommun i Hallands län. 
Pastoratet bildades 2014 genom sammanläggning av pastoraten:
- Veinge-Tjärby pastorat
- Hasslöv-Våxtorps pastorat
- Knäreds pastorat
- Ränneslöv-Ysby pastorat

Pastoratet består av följande församlingar:
- Veinge-Tjärby församling
- Hasslöv-Våxtorps församling
- Knäreds församling uppgick 2020 i Knäred-Hishults församling
- Hishults församling uppgick 2020 i Knäred-Hishults församling
- Ränneslöv-Ysby församling

Pastoratskod är 081612